# 白头蟹甲草
白头蟹甲草（学名：Parasenecio leucocephala）为菊科蟹甲草属的植物，是中国的特有植物。分布在中国大陆的湖北、四川等地，生长于海拔1,250米至3,000米的地区，多生在林下、林缘及草丛中，目前尚未由人工引种栽培。

## 异名
- Cacalia leucocephala (Franch.) Hand.-Mazz.